# Edmund Coffin
Edmund Sloane Coffin –conocido como Tad Coffin– (Toledo, 9 de mayo de 1955) es un jinete estadounidense que compitió en la modalidad de concurso completo.
Participó en los Juegos Olímpicos de Montreal 1976, obteniendo dos medallas de oro, en las pruebas individual y por equipos. En los Juegos Panamericanos de 1975 consiguió dos medallas de oro.
Ganó una medalla de bronce en el Campeonato Mundial de Concurso Completo de 1978.

## Palmarés internacional
| Juegos Olímpicos     | Juegos Olímpicos           | Juegos Olímpicos  | Juegos Olímpicos |
| Año                  | Lugar                      | Medalla           | Categoría        |
| -------------------- | -------------------------- | ----------------- | ---------------- |
| 1976                 | Montreal (Canadá)          | Medalla de oro    | Individual       |
| 1976                 | Montreal (Canadá)          | Medalla de oro    | Por equipos      |
| Campeonato Mundial   |                            |                   |                  |
| Año                  | Lugar                      | Medalla           | Categoría        |
| 1978                 | Lexington (Estados Unidos) | Medalla de bronce | Por equipos      |
| Juegos Panamericanos |                            |                   |                  |
| Año                  | Lugar                      | Medalla           | Categoría        |
| 1975                 | Ciudad de México (México)  | Medalla de oro    | Individual       |
| 1975                 | Ciudad de México (México)  | Medalla de oro    | Por equipos      |